# Collegio di Černihiv
Il Collegio di Černihiv (in ucraino Чернігівський колегіум?; in russo Черниговский коллегиум?) è stato il primo istituto di educazione religiosa secondaria in Russia, fondato a Černihiv nel 1700 da Giovanni di Tobol'sk ed è un monumento architettonico dell'Ucraina.

## Storia

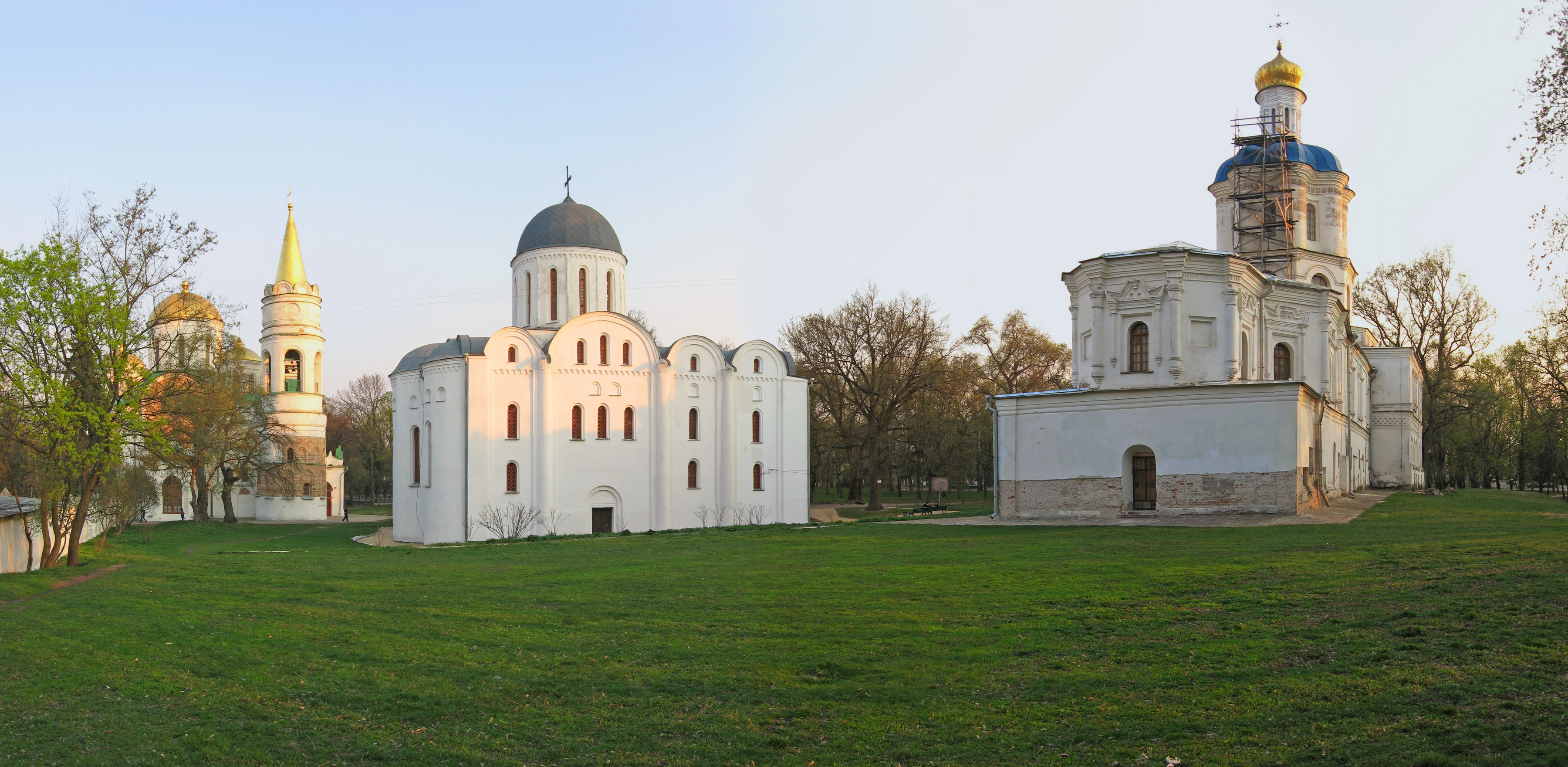
Collegio di Černihiv e, accanto, cattedrale dei Santi Boris e Gleb

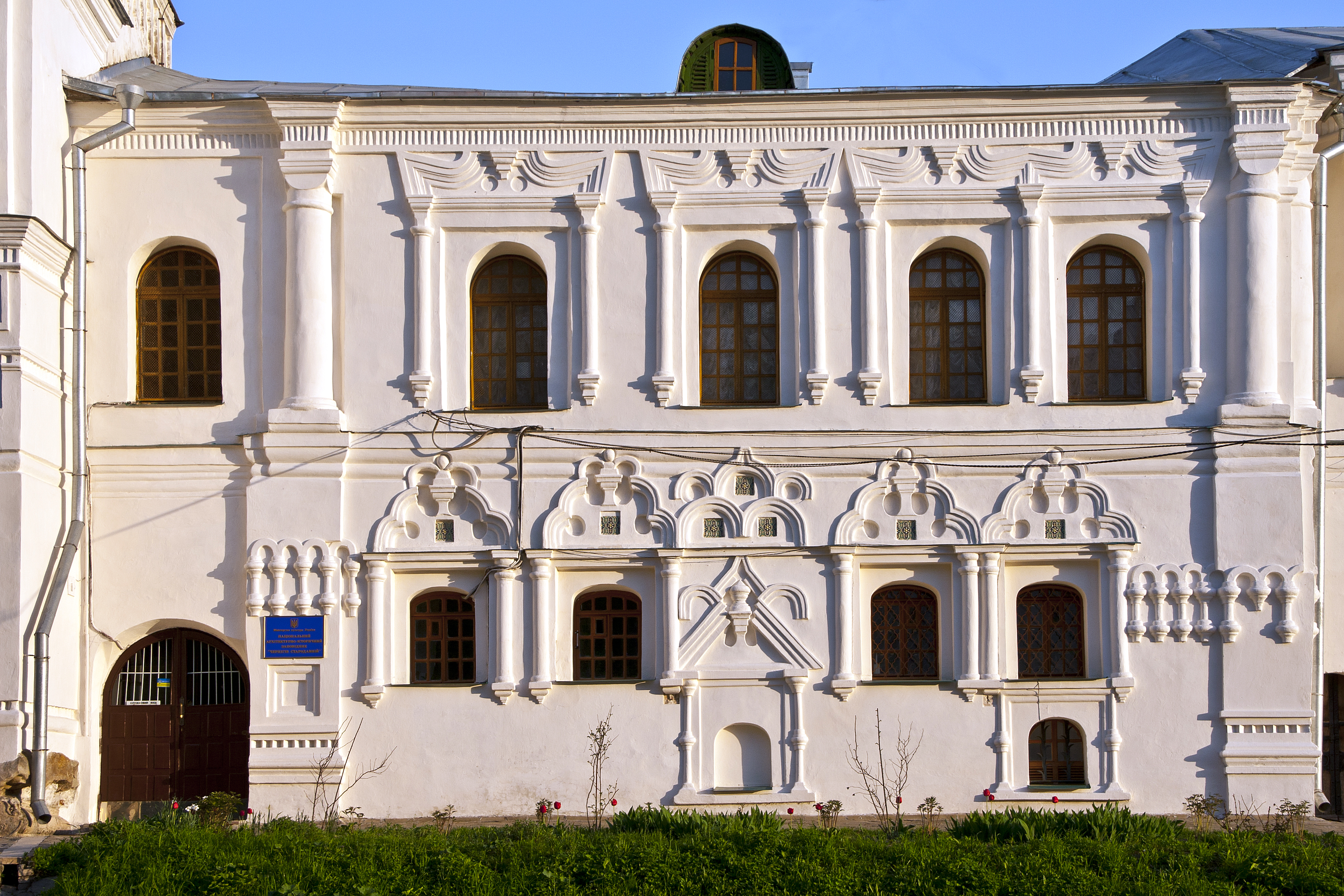
Parte della facciata

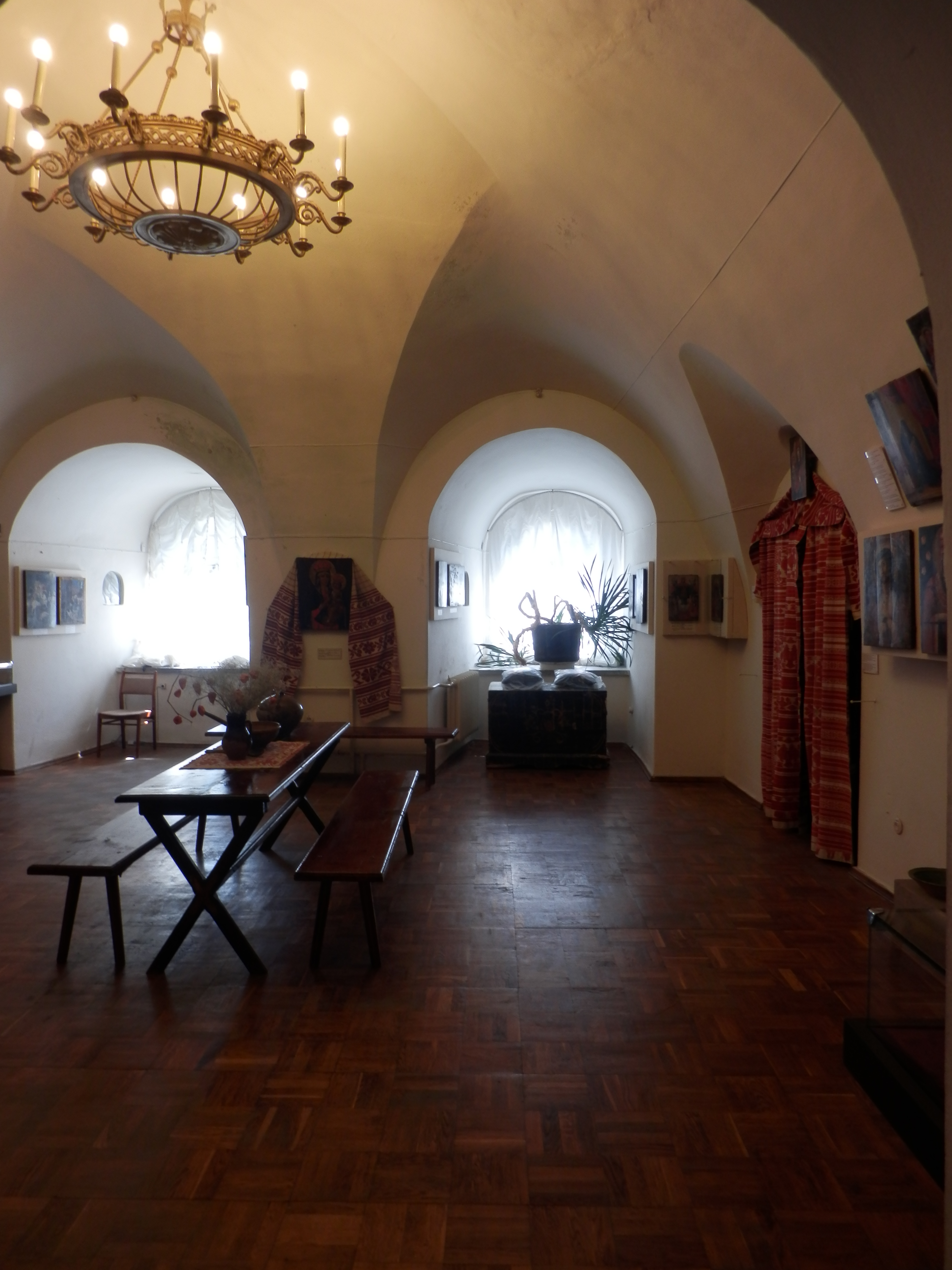
Interno, piano terra

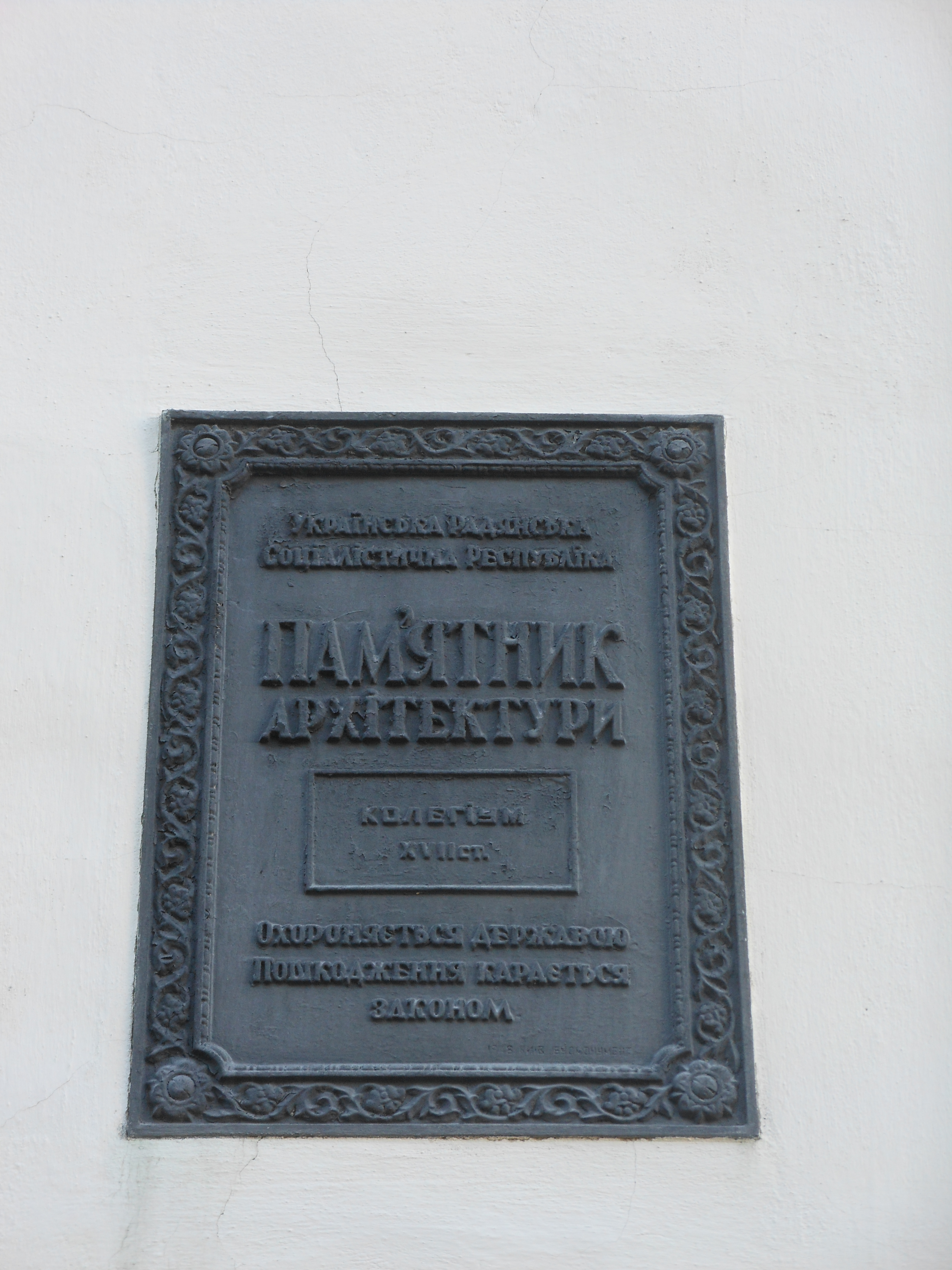
Targa sulla facciata

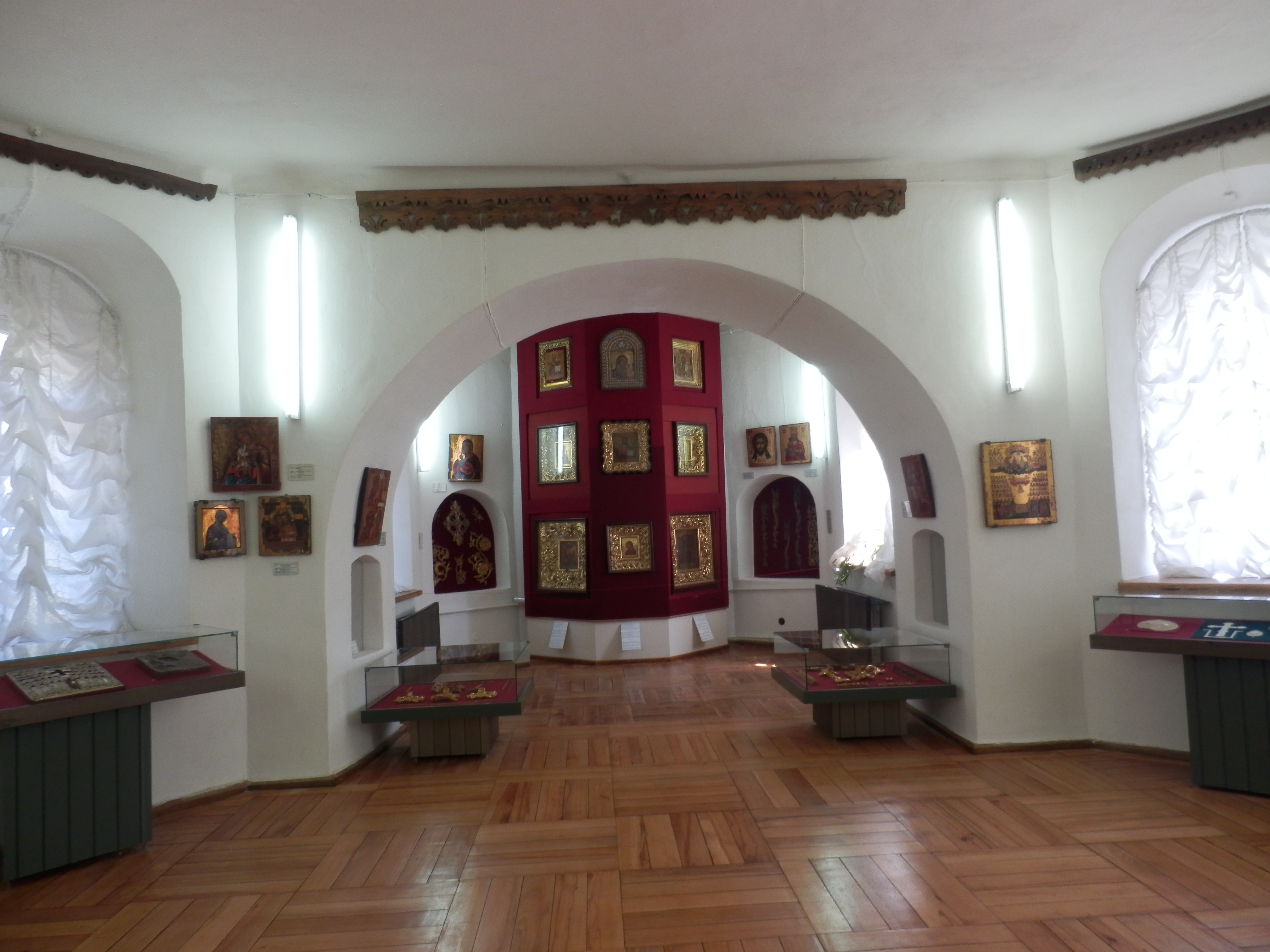
Interno

Il collegio fu fondato nel 1700 da Giovanni di Tobol'sk, metropolita di Tobol'sk e di tutta la Siberia. Nei primi tempi venne definito la nuova Atene e la sua sede fu nel monastero di Borisoglebsky. Le materie di studio comprendevano la grammatica di latino, polacco, slavo ecclesiastico e poi anche russo. Il corso di studi era di sei anni. Nel 1749 iniziò l'insegnamento della filosofia e in seguito si studiò tedesco, greco e francese, aritmetica, geometria e planimetria. Nella seconda metà del XVIII secolo divenne seminario teologico e intanto la sede originaria fu oggetto di distruzioni e successivi restauri, e parte dei suoi locali furono utilizzati come abitazione. Dopo l'abbandono della funzione educativa, all'inizio del XX secolo, l'edificio fu oggetto di importanti restauri in due occasioni, tra il 1951 e il 1953 e poi tra il 1970 e il 1980.

## Descrizione
Lo stile architettonico del collegio è barocco-cosacco.